# Еллінгтон (Міссурі)
Еллінгтон (англ. Ellington) — місто (англ. city) в США, в окрузі Рейнольдс штату Міссурі. Населення — 790 осіб (2020).

## Географія
Еллінгтон розташований за координатами 37°14′8″ пн. ш. 90°58′21″ зх. д. / 37.23556° пн. ш. 90.97250° зх. д. (37.235661, -90.972433).  За даними Бюро перепису населення США в 2010 році місто мало площу 3,58 км², з яких 3,57 км² — суходіл та 0,00 км² — водойми. В 2017 році площа становила 3,79 км², з яких 3,78 км² — суходіл та 0,00 км² — водойми.

### Клімат
| Клімат : Еллінгтон    | Клімат : Еллінгтон | Клімат : Еллінгтон | Клімат : Еллінгтон | Клімат : Еллінгтон | Клімат : Еллінгтон | Клімат : Еллінгтон | Клімат : Еллінгтон | Клімат : Еллінгтон | Клімат : Еллінгтон | Клімат : Еллінгтон | Клімат : Еллінгтон | Клімат : Еллінгтон | Клімат : Еллінгтон |
| Показник              | Січ.               | Лют.               | Бер.               | Квіт.              | Трав.              | Черв.              | Лип.               | Серп.              | Вер.               | Жовт.              | Лист.              | Груд.              | Рік                |
| Середній максимум, °C | 5,6                | 10,0               | 15,0               | 21,7               | 26,1               | 30,6               | 33,3               | 32,2               | 27,2               | 21,1               | 13,9               | 7,8                | 20,4               |
| Середній мінімум, °C  | −6,7               | −4,4               | 0,6                | 5,6                | 10,6               | 16,1               | 18,9               | 17,2               | 13,3               | 6,1                | 1,1                | −4,4               | 6,2                |
| Норма опадів, мм      | 79                 | 78                 | 114                | 114                | 114                | 94                 | 98                 | 90                 | 85                 | 80                 | 122                | 101                | 1171               |
| --------------------- | ------------------ | ------------------ | ------------------ | ------------------ | ------------------ | ------------------ | ------------------ | ------------------ | ------------------ | ------------------ | ------------------ | ------------------ | ------------------ |
| Джерело:              |                    |                    |                    |                    |                    |                    |                    |                    |                    |                    |                    |                    |                    |

## Демографія
Згідно з переписом 2010 року, у місті мешкало 987 осіб у 407 домогосподарствах у складі 241 родини. Густота населення становила 276 осіб/км².  Було 488 помешкань (136/км²).
Расовий склад населення:
| - 98,4 % — білих - 0,4 % — корінних американців - 0,2 % — чорних або афроамериканців - 0,2 % — азіатів |

До двох чи більше рас належало 0,8 %. Частка іспаномовних становила 1,1 % від усіх жителів.
За віковим діапазоном населення розподілялося таким чином: 27,8 % — особи молодші 18 років, 55,5 % — особи у віці 18—64 років, 16,7 % — особи у віці 65 років та старші. Медіана віку мешканця становила 37,1 року. На 100 осіб жіночої статі у місті припадало 84,5 чоловіків;  на 100 жінок у віці від 18 років та старших — 78,7 чоловіків також старших 18 років.
Середній дохід на одне домашнє господарство  становив 43 381 долар США (медіана — 28 875), а середній дохід на одну сім'ю — 55 975 доларів (медіана — 39 150). Медіана доходів становила 46 146 доларів для чоловіків та 21 167 доларів для жінок. За межею бідності перебувало 15,7 % осіб, у тому числі 9,4 % дітей у віці до 18 років та 9,1 % осіб у віці 65 років та старших.
Цивільне працевлаштоване населення становило 426 осіб. Основні галузі зайнятості: освіта, охорона здоров'я та соціальна допомога — 23,9 %, виробництво — 22,5 %, сільське господарство, лісництво, риболовля — 16,4 %.